# 中瘿螨属
中瘿螨属（学名：Sinacus）为瘿螨科的一个属。

## 下级分类
本属包括以下物种：
- 格木中瘿螨 Sinacus erythrophlei Hong et Kuang
- 无花果中瘿螨 Sinacus caricae [1]